# Meistriliiga 2014
Die Meistriliiga wurde 2014 zum insgesamt 24. Mal als höchste estnische Fußball-Spielklasse der Herren ausgetragen. Die estnische Meisterschaft, die offiziell als A. Le Coq Premium liiga ausgetragen wurde, begann am 1. März 2014 und endete am 8. November 2014 mit dem 36. Spieltag.

## Saisonverlauf
Die Liga umfasste wie in der Vorsaison zehn Teams. Als Titelverteidiger startete der FC Levadia Tallinn in die Saison. Aufsteiger aus der Esiliiga war der Jõhvi FC Lokomotiv. Der letzte Startplatz wurde in den Relegationsspielen im November 2013 zwischen dem JK Tammeka Tartu und JK Tarvas Rakvere ermittelt, wobei sich der letztjährige Meistriliiga-Vertreter aus Tartu durchsetzen konnte. Durch Lizenzverstöße des Stammvereins von Tammeka nahm die abgespaltene Jugend bzw. zweite Mannschaft in der Saison 2014 im Oberhaus teil.
Die Meisterschaft wurde in einer regulären Spielzeit mit je zwei Hin- und zwei Rückrundenspielen ausgetragen. Jedes Team trat dabei viermal gegen jede andere Mannschaft an. Der Tabellenletzte JK Tallinna Kalev stieg in die zweitklassige Esiliiga ab, der Neuntplatzierte Jõhvi FC Lokomotiv spielte in der Relegation. Diese verlor der Verein gegen JK Tulevik Viljandi. Die Meisterschaft gewann der FC Levadia Tallinn.

## Teilnehmer
| Verein              | Stadt         | Stadion                    | Kapazität |
| ------------------- | ------------- | -------------------------- | --------- |
| FC Flora Tallinn    | Tallinn       | A. Le Coq Arena            | 09.692    |
| FC Infonet Tallinn  | Tallinn       | Infoneti Lasnamäe staadion | 01.200    |
| FC Levadia Tallinn  | Tallinn       | Kadrioru staadion          | 05.000    |
| FC Nõmme Kalju      | Tallinn-Nõmme | Kadrioru staadion          | 05.000    |
| JK Kalev Sillamäe   | Sillamäe      | Sillamäe Kalevi staadion   | 03.000    |
| JK Tallinna Kalev   | Tallinn       | Kalevi Keskstaadion        | 12.000    |
| JK Tammeka Tartu    | Tartu         | Tamme Staadion             | 01.600    |
| JK Trans Narva      | Narva         | Narva Kreenholmi Staadion  | 03.000    |
| Jõhvi FC Lokomotiv  | Jõhvi         | Jõhvi linnastaadion        | 00.500    |
| Paide Linnameeskond | Paide         | Paide linnastaadion        | 00.268    |

## Abschlusstabelle
| Pl. | Verein                    | Sp. | S  | U  | N  | Tore    | Diff. | Punkte |
| --- | ------------------------- | --- | -- | -- | -- | ------- | ----- | ------ |
| 1.  | FC Levadia Tallinn (M, P) | 36  | 26 | 6  | 4  | 112:190 | +93   | 84     |
| 2.  | JK Kalev Sillamäe         | 36  | 25 | 4  | 7  | 108:340 | +74   | 79     |
| 3.  | FC Flora Tallinn          | 36  | 24 | 7  | 5  | 088:360 | +52   | 79     |
| 4.  | FC Nõmme Kalju            | 36  | 24 | 6  | 6  | 085:190 | +66   | 78     |
| 5.  | FC Infonet Tallinn        | 36  | 19 | 9  | 8  | 080:440 | +36   | 66     |
| 6.  | Paide Linnameeskond       | 36  | 9  | 8  | 19 | 039:670 | −28   | 35     |
| 7.  | JK Tammeka Tartu          | 36  | 7  | 7  | 22 | 037:830 | −46   | 28     |
| 8.  | JK Trans Narva            | 36  | 6  | 10 | 20 | 037:790 | −42   | 28     |
| 9.  | Jõhvi FC Lokomotiv (N)    | 36  | 4  | 6  | 26 | 035:115 | −80   | 18     |
| 10. | JK Tallinna Kalev         | 36  | 3  | 3  | 30 | 021:146 | −125  | 12     |

Platzierungskriterien: 1. Punkte – 2. Annullierungen – 3. Siege – 4. Direkter Vergleich (Punkte, Tordifferenz, geschossene Tore) – 5. Tordifferenz – 6. geschossene Tore
| (M) | amtierender Meister     |
| (P) | amtierender Pokalsieger |
| (N) | Neu (Aufsteiger)        |

### Tabellenführer und- letzter
Tabellenführer:

Tabellenletzter:

| Farblegende                                                                                               |
| FC Nõmme Kalju JK Kalev Sillamäe FC Flora Tallinn JK Tallinna Kalev Jõhvi FC Lokomotiv FC Levadia Tallinn |

## Kreuztabelle
Die Kreuztabelle stellt die Ergebnisse aller Spiele dieser Saison dar. Die Heimmannschaft ist in der linken Spalte, die Gastmannschaft in der oberen Zeile aufgelistet. Die Teams spielten jeweils viermal gegeneinander – zwei Heim- und zwei Auswärtsspiele –, sodass insgesamt 36 Spiele zu absolvieren waren.
| Spieltage 1–18      | FC Flora Tallinn | FC Infonet Tallinn | FC Nõmme Kalju | FC Levadia Tallinn |     | Paide Linnameeskond | JK Kalev Sillamäe | JK Tallinna Kalev | JK Tammeka Tartu | JK Trans Narva |
| ------------------- | ---------------- | ------------------ | -------------- | ------------------ | --- | ------------------- | ----------------- | ----------------- | ---------------- | -------------- |
| FC Flora Tallinn    |                  | 2:3                | 1:0            | 0:0                | 3:1 | 5:0                 | 1:1               | 5:1               | 3:0              | 1:0            |
| FC Infonet Tallinn  | 2:3              |                    | 0:0            | 0:4                | 2:0 | 1:1                 | 3:3               | 6:0               | 3:0              | 4:0            |
| FC Nõmme Kalju      | 1:1              | 0:0 1              |                | 0:0                | 5:1 | 3:0                 | 1:0               | 2:1               | 6:0              | 2:1            |
| FC Levadia Tallinn  | 1:1              | 3:0                | 1:0            |                    | 6:0 | 0:1                 | 2:2               | 9:0               | 2:0              | 1:0            |
| Jõhvi FC Lokomotiv  | 1:3              | 1:1                | 0:2            | 0:4                |     | 1:2                 | 1:3               | 0:1               | 2:2              | 0:2            |
| Paide Linnameeskond | 1:5              | 0:1                | 0:6            | 0:2                | 3:0 |                     | 0:3               | 6:2               | 0:4              | 0:0            |
| JK Kalev Sillamäe   | 1:2              | 3:1                | 0:3            | 0:2                | 6:1 | 3:1                 |                   | 6:1               | 5:0              | 1:1            |
| JK Tallinna Kalev   | 1:4              | 1:3                | 0:3            | 0:8                | 2:1 | 1:1                 | 0:6               |                   | 1:6              | 3:1            |
| JK Tammeka Tartu    | 1:1              | 0:4                | 0:2            | 0:7                | 1:1 | 2:4                 | 0:6               | 2:0               |                  | 1:1            |
| JK Trans Narva      | 0:1              | 1:1                | 0:4            | 0:0                | 5:0 | 1:0                 | 1:4               | 1:1               | 1:2              |                |

| Spieltage 19–36     | FC Flora Tallinn | FC Infonet Tallinn | FC Nõmme Kalju | FC Levadia Tallinn |      | Paide Linnameeskond | JK Kalev Sillamäe | JK Tallinna Kalev | JK Tammeka Tartu | JK Trans Narva |
| ------------------- | ---------------- | ------------------ | -------------- | ------------------ | ---- | ------------------- | ----------------- | ----------------- | ---------------- | -------------- |
| FC Flora Tallinn    |                  | 2:2                | 0:2            | 1:2                | 6:2  | 3:0                 | 1:0               | 2:0               | 1:0              | 6:1            |
| FC Infonet Tallinn  | 1:3              |                    | 1:3            | 2:0                | 10:1 | 0:0                 | 0:2               | 5:0               | 3:2              | 5:2            |
| FC Nõmme Kalju      | 1:0              | 1:1                |                | 0:1                | 9:0  | 3:1                 | 0:2               | 5:0               | 3:0              | 1:0            |
| FC Levadia Tallinn  | 1:1              | 2:3                | 3:2            |                    | 9:0  | 4:1                 | 0:3               | 5:0               | 1:0              | 7:0            |
| Jõhvi FC Lokomotiv  | 2:5              | 0:3                | 1:3            | 1:5                |      | 0:0                 | 1:2               | 1:0               | 2:0              | 3:2            |
| Paide Linnameeskond | 1:2              | 0:1                | 1:1            | 0:3                | 1:0  |                     | 2:3               | 4:1               | 0:1              | 1:1            |
| JK Kalev Sillamäe   | 3:2              | 3:0                | 2:3            | 0:1                | 2:0  | 4:0                 |                   | 8:0               | 1:0              | 7:1            |
| JK Tallinna Kalev   | 0:2              | 0:4                | 0:7            | 0:7                | 0:5  | 0:3                 | 1:8               |                   | 1:1              | 0:3            |
| JK Tammeka Tartu    | 2:4              | 1:1                | 0:1            | 0:1                | 3:3  | 0:4                 | 1:4               | 2:1               |                  | 2:1            |
| JK Trans Narva      | 2:5              | 0:3                | 0:0            | 1:8                | 2:2  | 0:0                 | 0:1               | 4:1               | 2:1              |                |

 1 FC Infonet Tallinn gewann das Spiel an grünem Tisch mit einem torlosen Sieg, nachdem festgestellt wurde, dass Nõmme Kalju unberechtigte Spieler eingesetzt hatte. Die Partie endete ursprünglich 1:0 für Nõmme Kalju.

## Relegation
Am Ende der regulären Saison trat der Neuntplatzierte der Meistriliiga, der Jõhvi FC Lokomotiv, gegen den Zweitplatzierten der Esiliiga, den JK Tulevik Viljandi, in der Relegation an. Die Spiele fanden am 16. und 22. November 2014 statt, wobei der Erstligist zuerst Heimrecht hatte. Der Zweitligist hatte die Relegation durch die Auswärtstorregel gewonnen und spielte in der nächsten Saison in der Meistriliiga. Lokomotiv begann nach dem Abstieg einen Neuanfang in der vierten Liga.
| Datum             |                     | Ergebnis  |                     | Tore                                                  |
| ----------------- | ------------------- | --------- | ------------------- | ----------------------------------------------------- |
| 16. November 2014 | Jõhvi FC Lokomotiv  | 1:1 (0:0) | JK Tulevik Viljandi | 1:0 Stanislaw Jablonkow (53.), 1:1 Indrek Ilves (71.) |
| 22. November 2014 | JK Tulevik Viljandi | 0:0       | Jõhvi FC Lokomotiv  |                                                       |
| Gesamt:           | Jõhvi FC Lokomotiv  | (a)1:1(a) | JK Tulevik Viljandi |                                                       |

## Torschützenliste
| Platz | Spieler            | Mannschaft         | Tore |
| ----- | ------------------ | ------------------ | ---- |
| 01.   | Jewgeni Kabajew    | JK Kalev Sillamäe  | 36   |
| 02.   | Igor Subbotin      | FC Levadia Tallinn | 32   |
| 03.   | Elysée Kouadio     | FC Infonet Tallinn | 30   |
| 04.   | Albert Prosa       | FC Flora Tallinn   | 22   |
| 05.   | Hidetoshi Wakui    | FC Nõmme Kalju     | 21   |
| 06.   | Wladislaw Iwanow   | FC Levadia Tallinn | 19   |
| 07.   | Stanislaw Miruchin | JK Kalev Sillamäe  | 16   |
| 08.   | Rauno Alliku       | FC Flora Tallinn   | 15   |
| 08.   | Ingemar Teever     | FC Levadia Tallinn | 15   |
| 10.   | Tarmo Neemelo      | FC Nõmme Kalju     | 14   |

## Die Meistermannschaft des FC Levadia Tallinn
(Berücksichtigt wurden Spieler mit mindestens einem Einsatz; in Klammern sind die Einsätze und Tore angegeben)
| 1. | FC Levadia Tallinn |
|    | - Tor: Roman Smishko (35/0), Priit Pikker (1/0) - Abwehr: Artjom Artjunin (33/2), Artur Pikk (33/2), Toni Tipurić (18/5), Dmitri Kruglov (10/5), Maksim Podholjuzin (32/1), Madis Vihmann (2/0) - Mittelfeld: Jere Aallikko (7/0), Aleksandr Dmitrijev (12/1), Marek Kaljumäe (14/2), Rasmus Peetson (3/2), Andreas Raudsepp (24/2), Heiko Tamm (15/0), Ilja Antonow (29/2), Omar El Hussieny (29/7), Pavel Marin (10/1), Jan Penić (14/3), Igor Subbotin (33/32), Dragomir Vukobratović (19/1) - Angriff: Artur Rättel (12/4), Ingemar Teever (34/15), Henry Rohtla (7/0), Kristen Saarts (4/0) - Trainer: Marko Kristal |